# Маккормик, Кэтрин
 Кэтрин Маккормик (англ. Kathryn McCormick; род. 7 июля 1990) — американская танцовщица и актриса.

## Ранние годы
Кэтрин начала заниматься хореографией в трёхлетнем возрасте — она выступала в танцевальной студии «Dance Connection», принадлежавшей её матери. Когда женщине предложили преподавать в студии «Augusta West», она согласилась при условии, что её дочь тоже будет заниматься в составе группы.

## Карьера
Будущая актриса старалась реализовать свои способности именно в танцевальной сфере. Ей нравилось выступать на театральной сцене школы.
В 2008 году Маккормик предложили её дебютную эпизодическую роль в киноленте «Слава», и она перебралась в Лос-Анджелес. Она подключилась к труппе танцоров и актёров Urban Poets, выступала в спектакле Scribble на шотландском фестивале в Эдинбурге.
В конце 2009 года Кэтрин стала участвовать в шестом сезоне американского реалити-шоу «Думаешь, ты умеешь танцевать?». В результате ей довелось одержать победу, и Маккормик признали лучшей танцовщицей на проекте. Впоследствии она принимала участие и в седьмом сезоне, где собирались все участники предыдущих шоу.
В 2011 году актриса решила организовать конференцию The Revolve Tour, посвященную поощрению молодых девушек в их начинаниях и исполнению наиболее сокровенных желаний.
Летом 2012 года Маккормик сыграла главную роль в сиквеле «Шаг вперед 4». Героиня ленты Эмили была девушкой из обеспеченного семейства, решившей бросить все из-за любви к хореографии и мужчине и отправиться в Майами, чтобы реализовать собственную мечту — стать танцовщицей на профессиональной основе.
Кэтрин стала участницей видеоклипа Кристины Перри на музыкальную композицию Jar of Hearts?
А в 2015 году снялась в клипе группы Muse на их новый сингл "Dead Inside".
Была замужем, развелась.

## Фильмография
| Год  | Название на русском     | Название на английском                | Роль              | Примечания      |
| ---- | ----------------------- | ------------------------------------- | ----------------- | --------------- |
| 2009 | Слава                   | Fame                                  | Танцор            |                 |
| 2011 |                         | The Burbank Playas Present: Manipede! | Audience Member 1 |                 |
| 2011 |                         | Above the Title                       | Above the Title   | Короткометражка |
| 2012 | Шаг вперед 4            | Step Up Revolution                    | Эмили             |                 |
| 2012 |                         | Movement One                          |                   |                 |
| 2012 | Сомнительный            | Sketchy                               | Мари              |                 |
| 2014 | Платиновый танец/Танцуй | Dance Off                             | Жасмин            |                 |